# Colver
Colver és una concentració de població designada pel cens dels Estats Units a l'estat de Pennsilvània. Segons el cens del 2000 tenia 1.035 habitants.

## Demografia
Segons el cens del 2000, Colver tenia 1.035 habitants, 416 habitatges, i 291 famílies. La densitat de població era de 322,3 habitants per quilòmetre quadrat.
Dels 416 habitatges en un 30,8% hi vivien nens de menys de 18 anys, en un 55,8% hi vivien parelles casades, en un 9,1% dones solteres, i en un 30% no eren unitats familiars. En el 27,9% dels habitatges hi vivien persones soles el 18% de les quals corresponia a persones de 65 anys o més que vivien soles. El nombre mitjà de persones vivint en cada habitatge era de 2,47 i el nombre mitjà de persones que vivien en cada família era de 3.
Per edats la població es repartia de la següent manera: un 23,3% tenia menys de 18 anys, un 8,6% entre 18 i 24, un 27,5% entre 25 i 44, un 22,8% de 45 a 60 i un 17,8% 65 anys o més.
L'edat mediana era de 39 anys. Per cada 100 dones de 18 o més anys hi havia 92,7 homes.
La renda mediana per habitatge era de 23.388 $ i la renda mediana per família de 28.421 $. Els homes tenien una renda mediana de 30.114 $ mentre que les dones 16.944 $. La renda per capita de la població era de 12.219 $. Entorn del 9,9% de les famílies i el 17,1% de la població estaven per davall del llindar de pobresa.

## Poblacions més properes
El següent diagrama mostra les poblacions més properes.